# Garlon Green
Garlon Green (* 11. Januar 1991 in Houston, Texas) ist ein US-amerikanischer Basketballspieler. Nach dem Studium in seiner Heimat musste der Bruder des fünf Jahre älteren NBA-Profis Gerald Green seine professionelle Karriere bei einem zweitklassigen australischen Klub starten, bevor er nach einem Jahr in Japan einen Vertrag beim deutschen Erstligisten Walter Tigers Tübingen in der Basketball-Bundesliga 2015/16 bekam. Green nahm am BBL All-Star Game 2016 teil und war im Vorprogramm Gewinner des Slam-Dunk-Contest.

## Karriere
Nach dem Schulabschluss an der Hightower High School seiner Heimatstadt studierte Green an der Texas Christian University in Fort Worth, für die er ab 2009 in der Horned Frogs genannten Hochschulmannschaft zunächst in der Mountain West Conference (MWC) der NCAA spielte. Die Horned Frogs blieben in dieser Conference weitgehend erfolglos und erreichten in der letzten Saison der Zugehörigkeit zur MWC mit ausgeglichener Bilanz 2012 zumindest eine Einladung zum College Basketball Insider (CBI)-Tournament als drittem Postseason-Turnier der Division I der NCAA. Hier verlor man im zweiten Spiel gegen die Beavers der Oregon State University. Nach dem Wechsel in die noch spielstärkere Big 12 Conference hatten die Horned Frogs in Greens letzter NCAA-Saison wieder eine deutlich negative Bilanz.
Nach dem Ende seines Studiums spielte Green in Frisco bei den Texas Legends vor, die in der „Minor League“ NBA Development League als „Farmteam“ der Dallas Mavericks spielten. Green kam jedoch nicht in den Saisonkader und zum Ende des Jahres unterschrieb er einen Vertrag bei den zweitklassigen Gunners aus Canberra für die Saison 2014 der Minor League South East Australian Basketball League. Mit knapp 24 Punkten und sieben Rebounds pro Spiel empfahl er sich für den Klub Volters aus Kumamoto in der japanischen National Basketball League. Zur Basketball-Bundesliga 2015/16 bekam er schließlich auch in Europa einen Vertrag und spielte für die Walter Tigers aus Tübingen in der höchsten deutschen Spielklasse, wo er mit dem ebenfalls aus Houston stammenden Jesse Sanders zusammenspielte. Aufmerksamkeit erregte Green durch eine unglückliche Aktion beim Auswärtsspiel bei den Basketball Löwen Braunschweig, als er in der Schlusssekunde einen verworfenen Freiwurf eines Gegenspielers laut eigener Aussage ohne Absicht in den eigenen Korb stopfte und den „gedunkenlosen Eigendunk“ kreierte. Diese erratische Aktion wurde selbst in seinem Heimatland beachtet und in der bekannten Fernsehshow Shaqtin' a Fool kommentiert. Aber wie sein Bruder Gerald Green, der 2007 den NBA All-Star Weekend Slam Dunk Contest gewonnen hatte, durfte auch Garlon, der 2013 bereits beim NCAA Slam Dunk Contest teilgenommen hatte, auch in der Basketball-Bundesliga am Wochenende des BBL All-Star Game am Dunking-Contest teilnehmen und konnte diesen für sich entscheiden. Zudem vertrat beim eigentlichen All-Star Game den verletzten, zwei Jahre älteren Augustine Rubit, der wie Green aus Houston stammt und bereits für die Walter Tigers in der Vorsaison spielte.
Nach seiner Station in Tübingen spielte er bei einigen weiteren Clubs.